# Praeapodroma obscura
Praeapodroma obscura är en fjärilsart som beskrevs av Heimlich 1958. Praeapodroma obscura ingår i släktet Praeapodroma och familjen mätare. Inga underarter finns listade i Catalogue of Life.